# Бинер, Амеди
Амеди́ Бине́р (фр. Amédéé Biner; род. 1953) — швейцарский кёрлингист.

## Достижения
- Чемпионат Европы по кёрлингу: золото (1983).

## Команды
| Сезон   | Четвёртый   | Третий         | Второй              | Первый       | Турниры |
| ------- | ----------- | -------------- | ------------------- | ------------ | ------- |
| 1983—84 | Амеди Бинер | Вальтер Билсер | Алекс Ауфденблаттен | Альфред Паци | ЧЕ 1983 |

(скипы выделены полужирным шрифтом)